# Rachidomorpha brasiliae
Rachidomorpha brasiliae är en mångfotingart som beskrevs av Henri W. Brölemann 1901. Rachidomorpha brasiliae ingår i släktet Rachidomorpha och familjen Rhachodesmidae. Inga underarter finns listade i Catalogue of Life.